# 禁じられた結婚
『禁じられた結婚』（きんじられたけっこん）は、日本テレビ系列の『火曜サスペンス劇場』内で放映された2時間ドラマ。1987年6月2日放送。

## 内容
恋人との結婚に反対していた父が死体で発見された。娘は手がかりを求めて、父の故郷を訪ねた。

## キャスト
- 賀来千香子
- 神山繁
- 古尾谷雅人
- 加藤治子

## スタッフ
- 脚本：大工原正泰
- 演出：田中登

- 主題歌：岩崎宏美「夜のてのひら」

| スタブアイコン | サブスタブ | この項目は、まだ閲覧者の調べものの参照としては役立たない、テレビ番組に関連した書きかけの項目です。この項目を加筆・訂正などしてくださる協力者を求めています（P:テレビ/PJ:放送または配信の番組）。 |